# Neurergus kaiseri
Espèce
Synonymes
- Neurergus crocatus kaiseri Schmidt, 1952

Statut de conservation UICN

 VU  : Vulnérable
Statut CITES
Neurergus kaiseri est une espèce d'urodèles de la famille des Salamandridae. Elle fait partie de la liste des 100 espèces les plus menacées au monde établie par l'UICN en 2012.

## Répartition

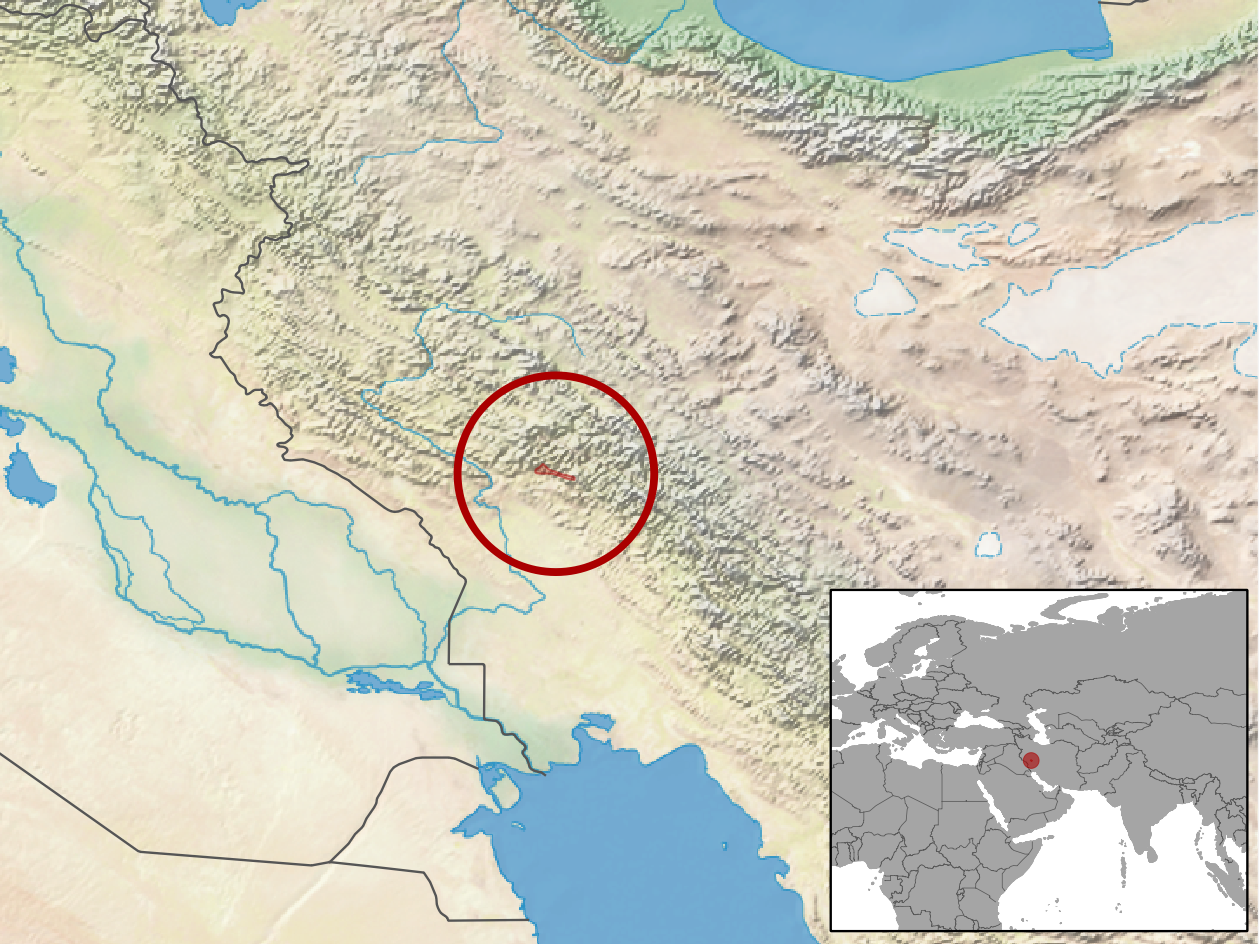
Distribution

Cette espèce est endémique d'Iran. Elle se rencontre vers Shah Bazan entre Lorestan et Khouzistan de 1 500 à 2 000 m d'altitude dans le sud des monts Zagros.
Une étude en 2008 estimait son aire de répartition à une surface de moins de 10 km2. Son habitat est constitué de petits cours d'eau à faible débit, entourés de prairies plus ou moins rocheuses, et on trouve également N. kaiseri dans des mares et des étangs. Lorsqu'en été les cours d'eau s'assèchent, ce triton a recours à l'estivation ou se réfugie dans les nombreuses grottes présentes dans ce massif karstique.

## Description
C'est une espèce d'environ 10 à 15 cm de longueur totale, la plus petite du genre Neurergus, de robe brun-noir avec les flancs blanc-jaunâtre plus ou moins interrompus par des barres noires. Les membres sont rouge-orangé à saumon, tachés de noir, et une ligne vertébrale orange court de la nuque à la base de la queue. La tête est noire avec une tache blanche entre les yeux, s’amincissant vers le museau, et présente également une tache blanche elle-même tachée d’orange derrière chaque œil. La face ventrale est jaune-orangé, rarement marquée de noir. La queue est longue, plutôt fine et comprimée latéralement.
Le dimorphisme sexuel est essentiellement visible en période de reproduction, pendant laquelle les mâles ont un cloaque hémisphérique et fendu, alors que les femelles présentent un cloaque nettement conique.
En captivité, les parties orangées semblent s’affadir avec le temps : chez les jeunes juvéniles l'orangé est presque couleur brique, alors que chez certains adultes, peut-être plus précisément les mâles, la couleur orangée peut devenir à peine perceptible, laissant place à du blanc.

## Développement embryonnaire et larvaire
Dans une eau à 20 °C, le développement embryonnaire dure environ quinze jours. L’œuf étant entouré de membranes transparentes, son développement est directement visible.
| Œuf tout juste pondu           | Œuf âgé de 3 jours         |
| Œuf âgé de 5 jours             | Œuf âgé de 6 jours         |
| ------------------------------ | -------------------------- |
| Embryon âge de 8 jours         | Larve prête à éclore       |
| Larve, 20 jours après éclosion | Jeune larve                |
| Larve prête à s'exonder        | Juvénile tout juste exondé |

La durée du stade larvaire dépend essentiellement de deux facteurs, la température et la quantité de nourriture disponible. En captivité, cette phase dure deux à quatre mois environ, les juvéniles sont alors terrestres pour leur premier hiver. Ils sont alors tout à fait semblables aux adultes, avec cependant les parties orangées souvent plus colorées.

## Conservation
Après une très forte période de déclin de sa population sauvage entre 2001 et 2005, l'espèce, classée en danger critique d'extinction par l'UICN, a également été inscrite à l'annexe I de la CITES le 23 juin 2010. Une étude estimait en effet la population sauvage à moins de 1 000 adultes. Cependant, une nouvelle étude publiée en 2014 laisse à penser qu'il y aurait au minimum 9 000 adultes dans la zone couverte par l'étude précédente, et que l'aire de répartition pourrait inclure des habitats pouvant héberger jusqu'à 40 000 individus.

## Législation
À la suite de son passage en Annexe I de la CITES, l'espèce a également été classée le 20 décembre 2014en annexe A du Règlement Européen 338/97 qui applique, en Europe, la convention de Washington. De ce fait, pour maintenir légalement cette espèce en captivité en France, le propriétaire doit détenir le Certificat de Capacité d’élevage valable pour cette espèce, et les locaux hébergeant les animaux doivent avoir fait l'objet d'une Autorisation Préfectorale d'Ouverture d'élevage.
De même, le Certificat intracommunautaire (CIC) identifiant de façon unique un individu doit impérativement l'accompagner lors de son acquisition ou de son déplacement. Cette dernière disposition est valable dans tous les pays de l'Union Européenne.

## Étymologie
Cette espèce est nommée en l'honneur de E. W. Kaiser.

## Publication originale
- (en) Schmidt, 1952 : Diagnoses of new amphibians and reptiles from Iran. Natural History Miscellanea, vol. 93, p. 1-2.